# Puiggròs
Puiggròs település Spanyolországban, Lleida tartományban. Puiggròs Juneda, Miralcamp, Arbeca, Les Borges Blanques és Torregrossa községekkel határos. Lakosainak száma 258 fő (2024).

## Népesség
A település népessége az utóbbi években az alábbiak szerint változott:
| Lakosok száma | 64   | 320  | 372  | 370  | 280  | 254  | 309  | 296  | 276  | 258  |
|               | 1717 | 1887 | 1936 | 1960 | 1986 | 2004 | 2009 | 2014 | 2019 | 2024 |